# Mary Colter

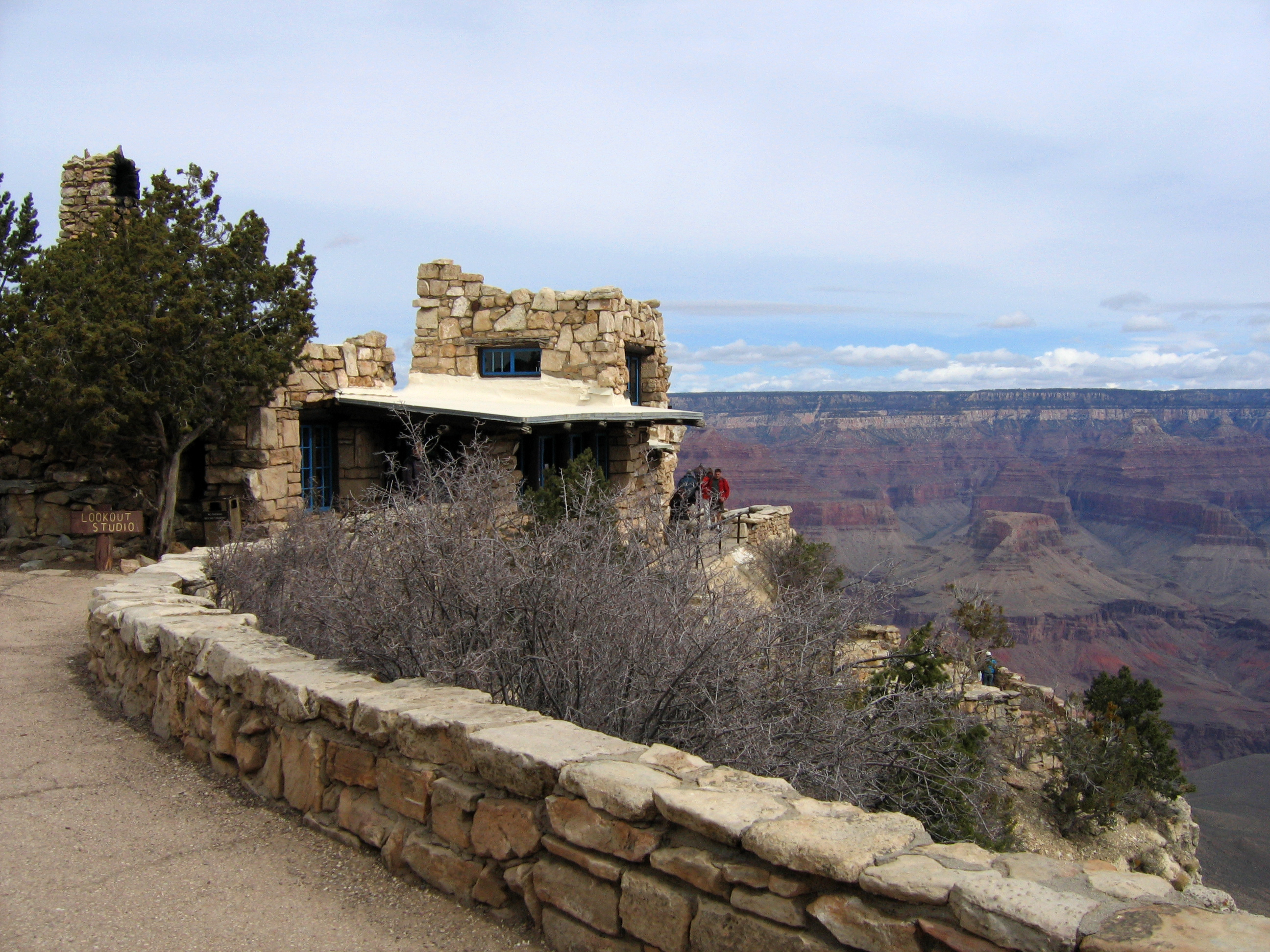
Lookout Studio (1914), Grand Canyon National Park, Arizona

Mary Elizabeth Jane Colter (* 4. April 1869 Pittsburgh, Pennsylvania; † 8. Januar 1958 Santa Fe (New Mexico)) war eine US-amerikanische Architektin.

## Leben
Als Kind reiste Mary Colter mit ihrer Familie in den Jahren nach dem Amerikanischen Bürgerkrieg durch das Grenzgebiet von Minnesota, Colorado und Texas. Nachdem ihr Vater 1886 gestorben war, besuchte sie die California School of Design in San Francisco. 1901 bot ihr die Fred Harvey Company (der Entwickler der berühmten Harvey Häuser) einen Job an, um das Alvarado-Hotel in Albuquerque einzurichten. Colter trat ihre Vollzeitarbeitsstelle für das Unternehmen 1910 an und wechselte gleichzeitig vom Posten der Innendesignerin in eine Architektenstelle.
In den nächsten dreißig Jahren arbeitete sie als eine der wenigen weiblichen Architekten und unter rauen Bedingungen und betreute 21 Projekte für den Unternehmer Fred Harvey. Sie kreierte eine Reihe von Hotels und Unterbringungsmöglichkeiten für Geschäftsreisende im Südwesten der Vereinigten Staaten, einschließlich des La Posada und des 1922 errichteten Phantom Ranch-Gebäudes am Fuße des Grand Canyon, und fünf Gebäudekomplexe am südlichen Rand des Grand Canyons: das Hopi House (1905), Hermit's Rest (1914), das Observatorium Lookout Studio (1914), den 21 Meter hohen Desert View Watchtower (1932) mit seiner versteckten Stahlkonstruktion, und die Bright Angel Lodge (1935); Colter richtete das El Tovar Hotel ein, entwarf es jedoch nicht.
Ihr Arbeitgeber Fred Harvey eroberte den Westen entlang des Atchison, Topeka and Santa Fe Railway durch die strategische Nutzung von hübschen Mädchen mit hochgeschlossenen Kragen, Tourismus und Souvenirs. Er hatte Anthropologen im Personal, um die indianischen Kunstformen und Artefakte wie Töpferware, Juwelen und Lederarbeiten aufzuspüren. Er hatte Kaufleute im Personal, die diese Artefakte in kommerziell verwertbare Waren redesignen sollten. Und er hatte Mary Colter, die einzigartige Architektur an strategischen Orten kreierte und die auf Authentizität bedacht war. Sie entwickelte Geschosspläne, die für gute Nutzererlebnisse und wirtschaftliche Funktion und einen verspielten Sinn und dramatische Thematik innen und außen standen.

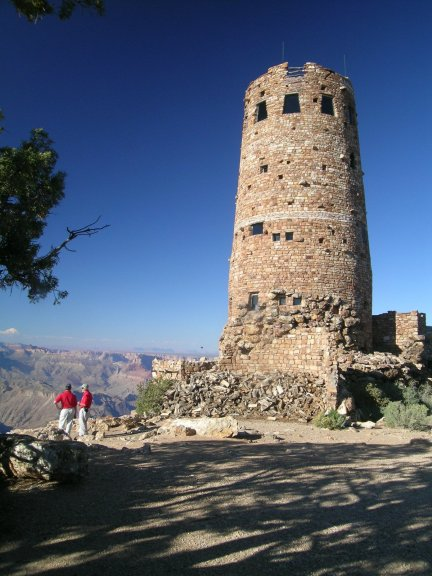
Desert View Watchtower (1932) Grand Canyon National Park South Rim

Als kettenrauchende Perfektionistin kümmerte sie sich um Hintergründe und attraktive Formen. Colter konzipierte Hermit's Rest. Der Watchtower ist ein Produkt ihrer Reisen und Nachforschungen und sie kümmerte sich auch darum, ein Handbuch für Führungen vorzubereiten. Und sie änderte den Namen in Phantom Ranch (von Roosevelt Ranch), um ein besseres geistiges Bild hervorzubringen.
Das Bright Angel wurde zum De-facto-Modell für nachfolgende National-Park-Service- und CCC-Gebäude in den folgenden Jahren und beeinflusste so das Aussehen und das Gefühl eines gesamten Architekturgenres, das manche National Park Service Rustic nennen. Sie schuf einen Präzedenzfall, indem sie die vor Ort vorhandenen Materialien und gewagte, großformatige Designelemente verwendete. Das Nutzen von Feldsteinen und rohbehauenem Holz am Boden des Grand Canyons war das praktischste Ding, was man tun konnte. Die Bright Angel Lodge hat auch eine bemerkenswerte "geologische Feuerstelle" im Geschichtsraum der Lodge mit Felsen, die vom Fußboden bis zur Decke in derselben Anordnung liegen wie die geologischen Schichten an den Wänden des Canyons.

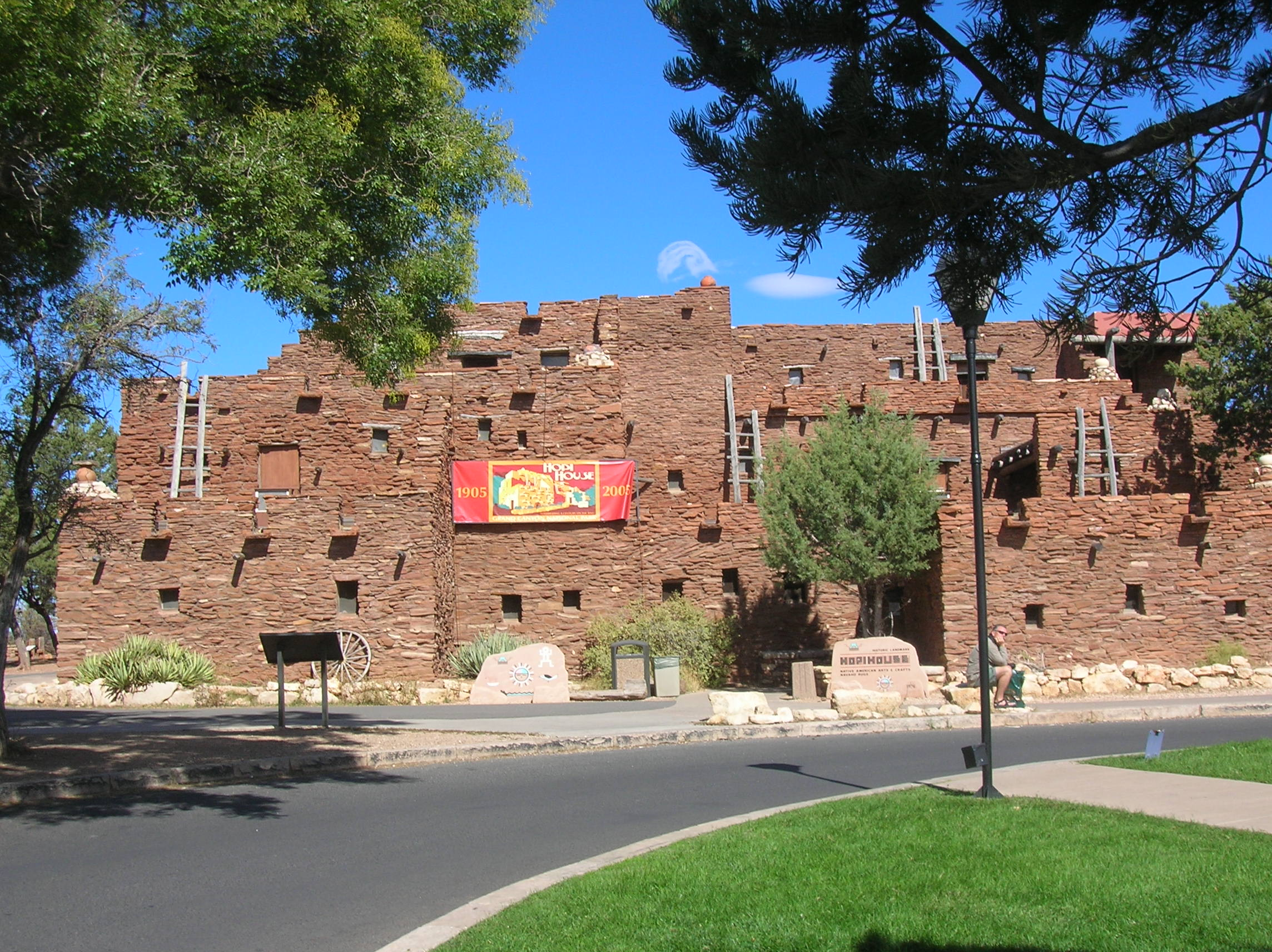
Hopi House (1905)

Colters Meisterwerk war vielleicht das El Navajo von 1923 in Gallup, New Mexico. Bemerkenswert waren ihre vorausschauenden Mischungen von moderner und indianischer Architektur und der Verkörperung der Navajo Sandmalereien. Von all ihren Arbeiten betrachtete Colter das im Hacienda-Stil erbaute La-Posada-Hotel (1929) in Winslow in Arizona als ihr Meisterwerk. Sie kreierte das gesamte Hotel einschließlich des Gartens, der Möbel, des Porzellans – sogar die Tracht der Kellnerin. Die ATSF schloss das Hotel 1957 und wandelte es in den 1960er Jahren in ein Bürogebäude um. Glücklicherweise wurde das Hotel kürzlich in seiner früheren Größe zurückverwandelt.
In ihrer späteren Karriere entwarf Colter das exorbitante Bahnhofscafe und eine moderne Cocktailbar an der Union Station in Los Angeles, das nun mit einem Vorhängeschloss verriegelt und nur für gelegentliche Filmaufnahmen und LA Conservancy Touren genutzt wird. Colter setzte sich 1948 in Santa Fe, New Mexico zur Ruhe und schenkte ihre Sammlung von Artefakten an den Mesa Verde National Park.